# Ferdinando Provesi

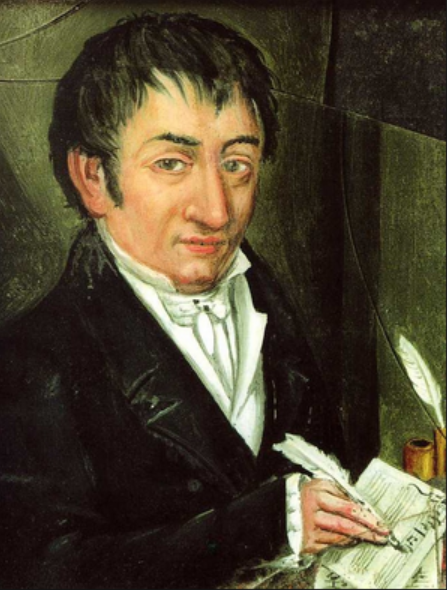
Ferdinando Provesi

Ferdinando Provesi (Parma, 1770 - Busseto, Parma, 1833) fue uno de los primeros tutores de Giuseppe Verdi, considerado como uno de los más grandes compositores de la ópera italiana. Provesi, natural de Parma, Italia, comenzó a enseñar a Verdi en 1824, cuando era el maestro de música en la catedral de Busseto (una localidad cercana a la aldea donde nació Verdi). Acompañó a su pupilo a Milán para que preparara las pruebas de acceso al conservatorio en el año 1832. También fue director de la Sociedad Filarmónica de Barezzi.